# Swizz Beatz
Кассим Дауд Дин (англ. Kasseem Daoud Dean; род. 13 сентября, 1978), более известный под сценическим именем Swizz Beatz — американский хип-хоп-продюсер и рэпер пуэрто-риканского и афроамериканского происхождения.
Основатель музыкального лейбла Full Surface Records. Его считают одним из лучших хип-хоп продюсеров более чем 100 артистов. Примечателен тем, что привнёс минималистичное электронное звучание, полностью свободное от семплирования, в рэп-музыку, которая ранее строилась в основном на семплах соул- и фанк-исполнителей. Его песни обычно очень энергичны, хотя в свои молодые годы он был тихим минималистом и спорным экспериментатором. По слухам он затрачивал 10-15 минут на одну песню. В более современных работах (таких как 'Top Down') быстрая сплошная фраза «Свизи» слышна в начале и часто сопровождает вокалы.

## Биография
Swizz Beatz наполовину афроамериканец и наполовину пуэрториканец, родился в Бронксе (Нью-Йорк). Именно этот район заставил его связать свою жизнь с хип-хопом. Позже он переехал в Бриджвотер (Нью-Джерси).

### Семейное положение
Swizz Beatz женился на Mashonda Tifrere-Dean в 2003 году. В 2005 у них родился сын. Mashonda — R&B исполнительница. Её можно услышать в песнях «Get No Better» и «Take A Trip» рэпера Cassidy.
Летом 2010 года Swizz женился на певице Alicia Keys, которая уже в октябре того же года родила ему сына. 27 декабря 2014 у четы родился второй мальчик.

### Карьера
Свиз занимается продакшином и созданием ремиксов с 1994 года  когда он начал сотрудничать с Ruff Ryders, Roc-A-Fella Records, Elektra Records, Epic Records, Def Jam Recordings, и Bad Boy Entertainment. Получил признание после сотрудничества с DMX над треком "Ruff Ryders' Anthem" в 1998 году
Дин спродюсировал множество хит-синглов для ряда известных исполнителей в разных музыкальных жанрах, таких как хип-хоп, поп, соул, рок и R&B. Его карьера насчитывает более двух десятилетий, и его каталог включает "Ruff Ryders' Anthem", "Party Up (Up in Here)" (DMX), "Gotta Man" (Eve), "Jigga My Nigga", "Girl's Best Friend" (Jay-Z), "Upgrade U", "Check on It", "Ring the Alarm" (Beyoncé), "Good Times" (Styles P), "Bring 'Em Out", "Swing Ya Rag" (T.I.), "Hotel", "I'm a Hustla" (Cassidy), "Touch It" (Busta Rhymes), "Ultralight Beam" (Kanye West), и другие.
Swizz Beatz имеет собственный лейбл для продюсирования Full Surface и на данный момент он работает над альбомами Mariah Carey, 2 Much, 50 Cent, Lil Mama, Drag-On, G-Unit, Madonna, Usher, Papoose, Ja Rule, Busta Rhymes, Solange Knowles, The Lox, Ruff Ryders, Beyonce Knowles, Eve, и Mary J. Blige.
Swizz Beatz выпустил свой первый соло-альбом «One Man Band Man» 21 августа 2007.
19 октября 2007, как дополнение к своему первому альбому, Свизз запустил конкурс Music Video 2.0 и журнал The Source представил «Share the Studio». Неподписаные и инди исполнители которые будут конкурировать на официальном сайте Music Video 2.0 — шанс открыть новые таланты.
В марте 2020 года Дин вместе с Timbaland запустил очень популярную серию веб-трансляций Verzuz в Instagram. В 2021 году за свою работу над Verzuz они оба появились в Time 100, ежегодном списке 100 самых влиятельных людей мира по версии Time.

## Интересные факты
- Swizz Beatz владеет картиной «The Dingoes That Park Their Brains with Their Gum» художника Жан-Мишеля Баския.
- Swizz Beatz заявлял, что продажи спродюсированных им записей превышают 100 миллионов копий.
- Трек Swizz Beatz вошёл в саундтрек игры Madden 08.

## Фильмография
| Год  | Фильм               | Оригинальное название | Роль         |
| ---- | ------------------- | --------------------- | ------------ |
| 2014 | Тупой и ещё тупее 2 | Dumb and Dumber To    | Лидер ниндзя |

## Дискография
- Swizz Beatz Presents G.H.E.T.T.O. Stories (2002)
- One Man Band Man (2007)
- Poison (2018)